# Barras Invisíveis
Barras Invisíveis é um documentário e reality show brasileiro produzido e exibido pelo Universal+, e teve sua estreia em 13 de agosto de 2024 no streaming.
Com direção de Fernando Viudez em parceria com Bruna Leonardi, a produção acompanha a vida da apresentadora, atriz e empresária Adriane Galisteu, em um retrato íntimo, dinâmico e revelador de sua rotina familiar e trajetória profissional.

## Produção
Em 2022, a NBCUniversal International apresentou nove formatos inéditos que estreariam ao longo de 2023 no canal E!. Entre eles, estava Barras Invisíveis, um docu-reality que acompanharia a rotina intensa da família de Adriane. A coprodução entre NBCUniversal International Networks e Teleimage foi planejada com oito episódios de uma hora de duração cada. A direção ficou a cargo de Fernando Viudez, conhecido por seu trabalho como diretor-geral de A Fazenda, da Record.
Na ocasião, o canal anunciou que a estreia ocorreria no segundo semestre de 2023. No entanto, assim como outros títulos revelados no mesmo evento, o lançamento acabou sendo adiado. Além do adiamento, houve uma mudança de estratégia: originalmente concebido para exibição na televisão, o reality foi direcionado para lançamento exclusivo via streaming, na plataforma Universal+.

## Enredo
Com acesso inédito à intimidade da família Galisteu-Iódice, Barras Invisíveis mergulha no cotidiano de Adriane Galisteu ao lado do marido, Alexandre Iódice, e do filho, Vittorio. Entre compromissos profissionais, eventos sociais e dilemas domésticos, a série revela a mulher por trás da imagem pública, equilibrando o glamour da TV com a rotina da vida real.

Mais do que um retrato atual, a série também revisita momentos decisivos da trajetória de Adriane — da infância simples ao estrelato, dos desafios como modelo às críticas sobre sua aparência, passando pela estreia no grupo infantil Chispitas, o relacionamento com Ayrton Senna e sua ascensão como apresentadora em emissoras como SBT, Record, MTV e, mais recentemente, no comando de realities de sucesso como A Fazenda.
Em uma narrativa que conecta passado e presente, Adriane revive memórias marcantes, como as perdas de seu pai e irmão, e reencontra figuras importantes de sua história, como a scout Ming e o hairstylist Marco Biaggi. Aos 50 anos, ela reflete sobre imagem, amadurecimento e superação — enfrentando as "barras invisíveis" que a vida lhe impôs para construir, hoje, uma nova realidade.

## Episódios
| Temporada | Temporada | Episódios | Exibição             | Exibição               |
| Temporada | Temporada | Episódios | Estreia de temporada | Final de temporada     |
| --------- | --------- | --------- | -------------------- | ---------------------- |
|           | 1         | 8         | 12 de agosto de 2024 | 30 de setembro de 2024 |

### 1.ª Temporada (2024)
| N.º na série | N.º na temp. | Título                    | Dirigido por   | Escrito por                                                        | Exibição original      |
| --- | ------------ | ------------------------- | -------------- | ------------------------------------------------------------------ | ---------------------- |
| 1 | 1            | "Barras Invisíveis"       | Bruna Leonardi | Rodrigo Henrique Soares de Araujo Daniela Fernandes Heloisa Pontes | 12 de agosto de 2024   |
| Adriane Galisteu comemora seus 50 anos com uma festa na Bahia, mas imprevistos ameaçam a celebração. Ainda é chamada de última hora para desfilar no carnaval. |              |                           |                |                                                                    |                        |
| 2 | 2            | "Mãe de um filho só"      | Bruna Leonardi | Rodrigo Henrique Soares de Araujo Daniela Fernandes Heloisa Pontes | 19 de agosto de 2024   |
| Adriane mostra sua rotina como mãe e filha, fala do sonho de ter outro filho aos 50 e enfrenta a primeira viagem solo de Vittório.                             |              |                           |                |                                                                    |                        |
| 3 | 3            | "O paraíso são os outros" | Bruna Leonardi | Rodrigo Henrique Soares de Araujo Daniela Fernandes Heloisa Pontes | 26 de agosto de 2024   |
| Galisteu revive perdas familiares e comemora 13 anos de casamento com Alexandre. Mas uma mentira de Vittório ameaça a celebração.                              |              |                           |                |                                                                    |                        |
| 4 | 4            | "Dona do meu nariz"       | Bruna Leonardi | Rodrigo Henrique Soares de Araujo Daniela Fernandes Heloisa Pontes | 2 de setembro de 2024  |
| Vittório embarca para intercâmbio e Adriane enfrenta a despedida. Ela também relembra sua trajetória como empreendedora.                                       |              |                           |                |                                                                    |                        |
| 5 | 5            | "Amar, verbo transitivo"  | Bruna Leonardi | Rodrigo Henrique Soares de Araujo Daniela Fernandes Heloisa Pontes | 9 de setembro de 2024  |
| Adriane fala do seu relacionamento com Senna. Um jantar romântico com Alexandre e o reencontro com Rubinho Barrichello mexem com as emoções.                   |              |                           |                |                                                                    |                        |
| 6 | 6            | "Minha fama de mã"        | Bruna Leonardi | Rodrigo Henrique Soares de Araujo Daniela Fernandes Heloisa Pontes | 16 de setembro de 2024 |
| Galisteu reflete sobre o luto por Senna e seus desafios após a perda. Um encontro com fãs e uma surpresa culinária movimentam o presente.                      |              |                           |                |                                                                    |                        |
| 7 | 7            | "A fita da Ming"          | Bruna Leonardi | Rodrigo Henrique Soares de Araujo Daniela Fernandes Heloisa Pontes | 23 de setembro de 2024 |
| Relembrando o início da carreira como modelo, Adriane encara padrões estéticos e reencontra figuras marcantes como Ming e Marco Biaggi.                        |              |                           |                |                                                                    |                        |
| 8 | 8            | "A escovinha azul"        | Bruna Leonardi | Rodrigo Henrique Soares de Araujo Daniela Fernandes Heloisa Pontes | 30 de setembro de 2024 |
| Às vésperas de A Fazenda, Adriane revisita sua trajetória na TV e volta ao SBT para um reencontro com Silvio Santos e o passado no Trio Chispitas.             |              |                           |                |                                                                    |                        |